# Grand Mound
Grand Mound – jednostka osadnicza w Stanach Zjednoczonych, w stanie Waszyngton, w hrabstwie Thurston.